# 月の岬

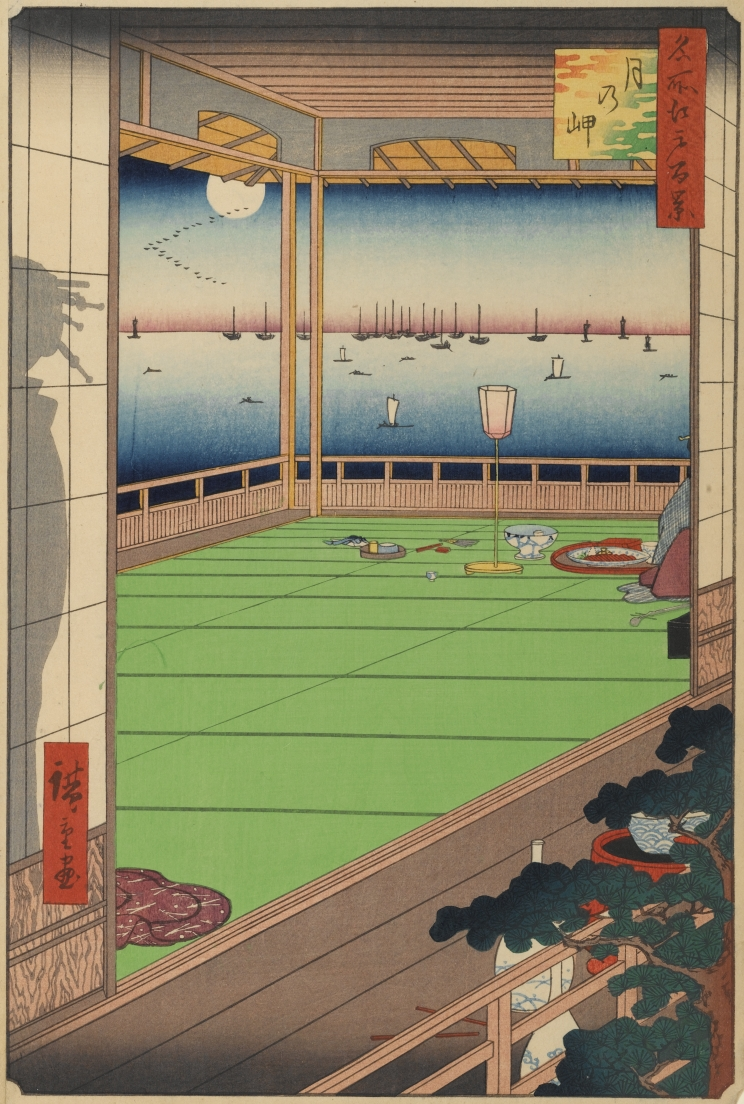
歌川広重 月の岬 名所江戸百景

月の岬（つきのみさき、月の見崎とも）とは、東京都港区三田四丁目付近である台地の一角を指した地名。名称としての用法は明治中後期には廃れている。
江戸時代、潮見崎・袖が崎・大崎・荒蘭崎・千代が崎・長南が崎と並び七崎と呼ばれた。
名前の由来にはいくつかの説がある。いずれもこの地からの月の眺めを称賛して名付けたとされる。
- 慶長年間、徳川家康が名付けた[2]。
- 三田台町一丁目の高札場付近を名付けた[3]。
- 元は伊皿子[4] 大円寺境内の名であったが、転じてそのあたりの名称とされた[6]。
- 三田済海寺の総名であった[7]。

また秋元中納言により
秋ならば 月のみさきや いかならん 名は夏山の しげみのみして
と歌われた。
その後明治中後期に発行された文献では過去形で言及されていることからこの名称は廃れたことがわかる。また同時に、その頃既に旧観は失われてしまっていた。

## その他の月の岬
歌川広重が月の岬を描いており、これを宮尾しげをは品川区にあった八つ山であると比定している。この八つ山は幕末に台場を作るために崩されてその跡はない。